# 195405 Lentyler
195405 Lentyler è un asteroide della fascia principale. Scoperto nel 2002, presenta un'orbita caratterizzata da un semiasse maggiore pari a 2,5396488 au e da un'eccentricità di 0,1700355, inclinata di 10,49784° rispetto all'eclittica.